# Bekarden
Die Bekarden oder Tityras (Tityridae) sind eine Familie in der Unterordnung der Schreivögel (Tyranni). Ihre Vertreter kommen von Mexiko bis nach Uruguay und in den Norden Argentiniens vor.

## Merkmale
Bekarden sind kleine bis mittelgroße Vögel mit einem ovalen bis zylindrischen Rumpf, einem mittelgroßen bis großen Kopf und einem kurzen, dicken Hals. Die Flügel sind mittellang, der quadratische Schwanz ist mittellang bis kurz. Die Beine sind kurz, die Füße klein. Der Schnabel ist gerade und kräftig. Die Gefiederfärbung ist sehr variabel. Bei den meisten Arten dominiert eine weiße, graue, schwarze oder bräunliche Grundfärbung. Die Männchen sind in den meisten Fällen kräftiger gefärbt als die Weibchen. Die Sitzposition der Bekarden ist relativ aufrecht.

## Lebensweise
Bekarden sind Waldbewohner und kommen in verschiedenen Waldhabitaten von relativ offenen Trockenwäldern über Regenwäldern bis zu Nebelwäldern in den Bergen vor. Sie sind Allesfresser und ernähren sich vor allem von Insekten, kleinen Wirbeltieren und Früchten. Alle Bekarden, bei denen die Fortpflanzung untersucht wurde, sind monogam und in den meisten Fällen kümmern sich beide Eltern um Gelege und Jungvögel. Das Nest wird bei vielen Arten in Baumhöhlen aus Zweigen, kleinen Wurzeln und Blättern gebaut, Pachyramphus-Arten bauen ein großes, rundes Nest und die Schiffornis-Arten ein offenes, schalenförmiges Nest. Ein Gelege besteht aus zwei bis vier, selten aus fünf Eiern. Die Brutzeit beträgt 18 bis 21 Tage, die Küken verbleiben für 20 bis 30 Tagen, bis zum Flüggewerden im Nest.

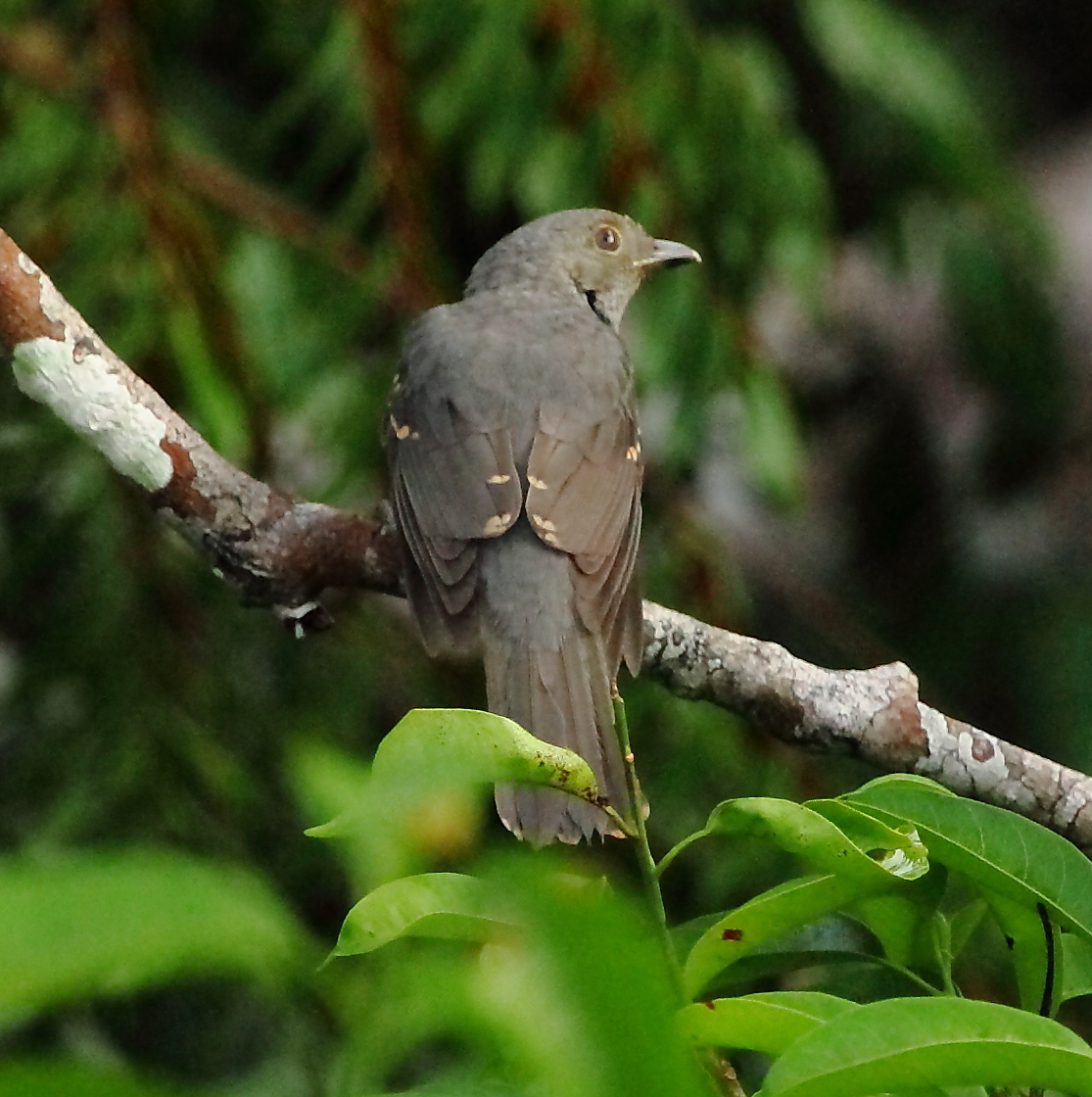
Tropfenbekarde (Laniocera hypopyrra)

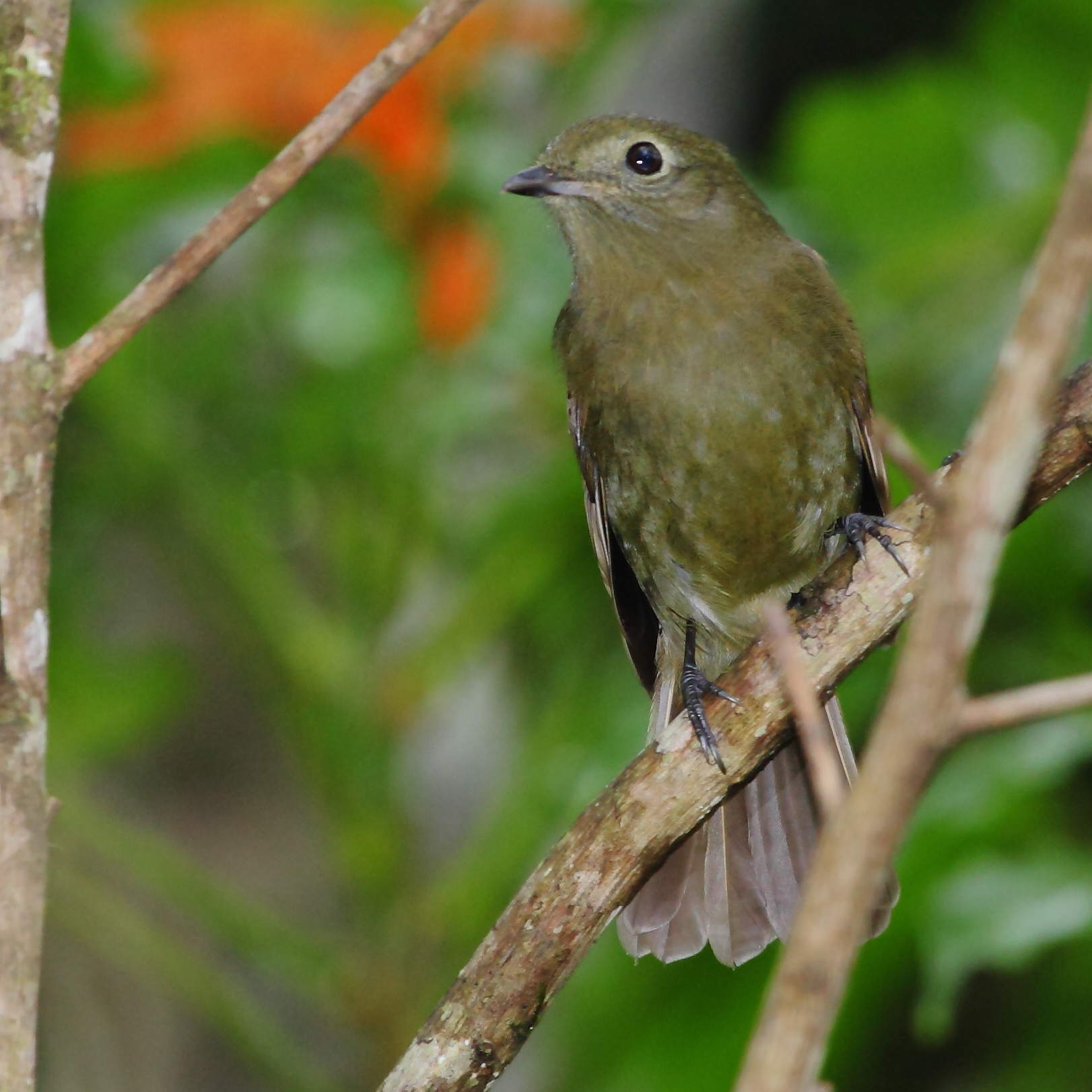
Olivbekarde (Schiffornis virescens)

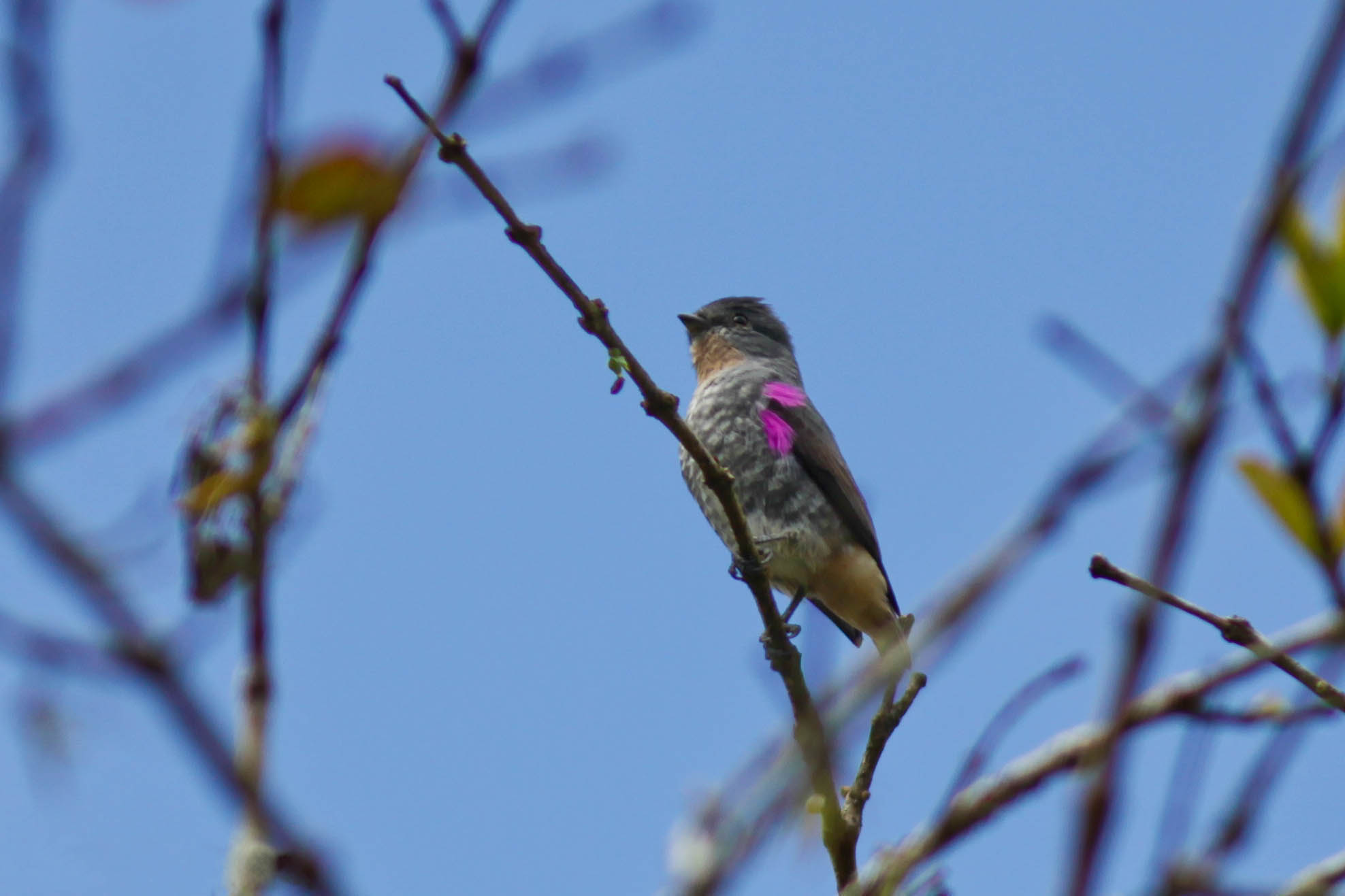
Fahlkehl-Zwergbekarde (Iodopleura pipra)

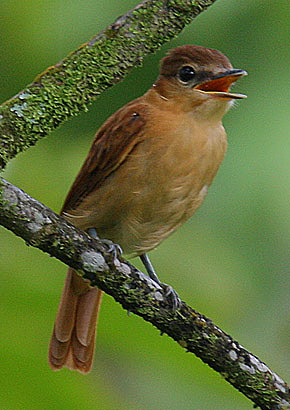
Zimtbekarde (Pachyramphus cinnamomeus)

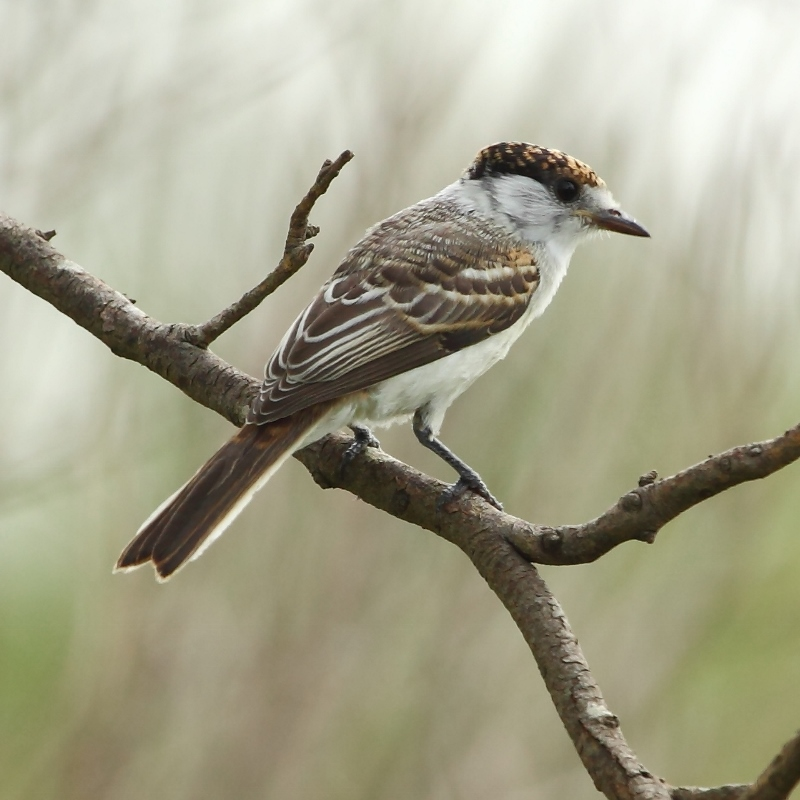
Kappenbekarde (Xenopsaris albinucha)

## Systematik
Die meisten Arten, die heute zu den Bekarden gerechnet werden, gehörten ursprünglich zur Familie der Schmuckvögel (Cotingidae) oder zu den Tyrannen (Tyrannidae). Untersuchungen auf molekularbiologischer Grundlage zeigen jedoch, dass die Bekarden eine monophyletische Gruppe bilden. Sie ist die Schwestergruppe der Schmuckvögel oder der Tyrannen oder der Schnurrvögel (Pipridae).

## Arten
Gattungen und Arten nach der IOC World Bird List, Tribus nach Winkler, Billerman und Lovette und deutsche Namen nach Barthel et al.: Deutsche Namen der Vögel der Erde
- Tribus Ptilochlorini
  - Gattung Laniisoma
    - Wellenbauchbekarde (Laniisoma elegans)
    - Gelbkehlbekarde (Laniisoma buckleyi)

  - Gattung Laniocera
    - Tropfenflügelbekarde (Laniocera hypopyrra)
    - Rötelbekarde (Laniocera rufescens)

  - Gattung Schiffornis
    - Braunrückenbekarde (Schiffornis aenea)
    - Rostbekarde (Schiffornis major)
    - Guyanabekarde (Schiffornis olivacea)
    - Rostflügelbekarde (Schiffornis stenorhyncha)
    - Drosselbekarde (Schiffornis turdina)
    - Trauerbekarde (Schiffornis veraepacis)
    - Olivbekarde (Schiffornis virescens)
    - Schiffornis cracrafti
- Tribus Tityrini
  - Gattung Iodopleura (Zwergbekarden)
    - Braunkopf-Zwergbekarde (Iodopleura fusca)
    - Weißbrauen-Zwergbekarde (Iodopleura isabellae)
    - Fahlkehl-Zwergbekarde (Iodopleura pipra)

  - Gattung Pachyramphus
    - Rosenkehlbekarde (Pachyramphus aglaiae)
    - Graurückenbekarde (Pachyramphus albogriseus)
    - Graunackenbekarde (Pachyramphus castaneus)
    - Zimtbekarde (Pachyramphus cinnamomeus)
    - Einfarbbekarde (Pachyramphus homochrous)
    - Schwarzrückenbekarde (Pachyramphus major)
    - Streifenrückenbekarde (Pachyramphus marginatus)
    - Rosensternbekarde (Pachyramphus minor)
    - Jamaikabekarde (Pachyramphus niger)
    - Weißbindenbekarde (Pachyramphus polychopterus)
    - Graubekarde (Pachyramphus rufus)
    - Schieferbekarde (Pachyramphus spodiurus)
    - Weißbauchbekarde (Pachyramphus surinamus)
    - Schopfbekarde (Pachyramphus validus)
    - Wellenbekarde (Pachyramphus versicolor)
    - Grünrückenbekarde (Pachyramphus viridis)
    - Gelbwangenbekarde (Pachyramphus xanthogenys)

  - Gattung Tityra
    - Schwarznackenbekarde (Tityra cayana)
    - Schwarzkappenbekarde (Tityra inquisitor)
    - Weißnackenbekarde (Tityra semifasciata)
    - Weißschwanzbekarde (Tityra leucura)

  - Gattung Xenopsaris
    - Kappenbekarde (Xenopsaris albinucha)

Die Flammenkopfbekarde (Oxyruncus cristatus), die Rotschwanzbekarde (Terenotriccus erythrurus), die Kronenbekarden (Onychorhynchus) und die Gattung Myiobius, die früher ebenfalls zu den Bekarden gehörten, bilden seit 2024/2025 zwei eigenständige Familien, die Oxyruncidae und die Onychorhynchidae.